# Primera División (Uruguay) 1978
Die Saison 1978 der Primera División war die 75. Spielzeit (die 47. der professionellen Ära) der höchsten uruguayischen Spielklasse im Fußball der Männer, der Primera División.
Die Primera División bestand in der Meisterschaftssaison des Jahres 1978 aus zwölf Vereinen, deren Mannschaften in insgesamt 132 von Mitte März bis in den August des Jahres ausgetragenen Meisterschaftsspielen jeweils zweimal aufeinandertrafen. Es fielen 382 Tore. Die Meisterschaft gewann der Club Atlético Peñarol ungeschlagen als Tabellenerster vor Nacional Montevideo und Aufsteiger Centro Atlético Fénix als Zweitem und Drittem der Saisonabschlusstabelle. Ein Absteiger in die Segunda División wurde nicht ermittelt. Peñarol und Nacional qualifizierten sich für die Copa Libertadores 1979.
Torschützenkönig wurde mit 36 Treffern im sechsten Jahr in Folge Fernando Morena vom Meister Peñarol.

## Jahrestabelle
| Pl. | Verein                    | Sp. | S  | U  | N  | Tore    | Diff. | Punkte |
| --- | ------------------------- | --- | -- | -- | -- | ------- | ----- | ------ |
| 1.  | Club Atlético Peñarol     | 22  | 17 | 5  | 0  | 070:220 | +48   | 39     |
| 2.  | Nacional Montevideo (M)   | 22  | 16 | 4  | 2  | 050:200 | +30   | 36     |
| 3.  | Centro Atlético Fénix (N) | 22  | 9  | 6  | 7  | 034:310 | +3    | 24     |
| 4.  | Club Atlético Defensor    | 22  | 7  | 7  | 8  | 028:340 | −6    | 21     |
| 5.  | Montevideo Wanderers      | 22  | 8  | 4  | 10 | 029:350 | −6    | 20     |
| 6.  | Danubio FC                | 22  | 6  | 8  | 8  | 029:380 | −9    | 20     |
| 7.  | Sud América               | 22  | 6  | 7  | 9  | 024:290 | −5    | 19     |
| 8.  | CA Cerro                  | 22  | 6  | 7  | 9  | 024:350 | −11   | 19     |
| 9.  | Club Atlético Rentistas   | 22  | 6  | 6  | 10 | 027:330 | −6    | 18     |
| 10. | Huracán Buceo             | 22  | 5  | 8  | 9  | 024:400 | −16   | 18     |
| 11. | Bella Vista               | 22  | 3  | 11 | 8  | 023:340 | −11   | 17     |
| 12. | Liverpool FC              | 22  | 3  | 7  | 12 | 020:410 | −21   | 13     |

| (M) | Meister der vorangegangenen Saison  |
| (N) | Aufsteiger aus der Segunda División |